# Colapso sanitario de 2020
El colapso sanitario de 2020 es el desbordamiento acaecido en los sistemas hospitalarios de diversos países del mundo a raíz de la pandemia de COVID-19. El virus ha puesto tales sistemas al límite, provocando que se vieran sobrepasados y paralizados, especialmente por insuficiencia de la infraestructura, el personal y los medios necesarios para afrontar las circunstancias epidemiológicas. La misma Organización Mundial de la Salud informó de que las muertes por enfermedades tratables pueden «aumentar drásticamente», el colapso también afecto a otros campos como la sobrepoblación en campo santos y la saturación de los servicios funerarios.
Uno de los principales puntos que mostraron el colapso, fue el desbordamiento de cadáveres en calles de Wuhan (China), Guayaquil y Quito (Ecuador), Cochabamba (Bolivia) así como la excavación de fosa comunes, morgues provisionales y sepulturas e incineraciones en masa en países como Estados Unidos, Brasil, Italia e Irán. En el continente americano los sistemas de salud ya se encontraban en una frágil crisis por la epidemia de dengue de 2019-2020 según la Organización Panamericana de la Salud, que continúa paralelamente a la pandemia de coronavirus.

## Directrices de la OMS
La Organización Mundial de la Salud en un informe mostró los pilares que los países y sus gobiernos en toda las escalas, para evitar el colapso total de los sistemas de salud por la pandemia de COVID-19:
- Pilar 1: coordinación, planificación y monitoreo a nivel de país:

Los mecanismos nacionales de gestión de emergencias de salud pública deben activarse con compromiso de ministerios relevantes como salud, educación, viajes y turismo, obras públicas, medio ambiente, social protección y agricultura, para proporcionar una gestión coordinada de la preparación y respuesta de COVID-19. NAPHS y PIPP, si están disponibles, también deben adaptarse para abordar COVID-19. COVID-19 Strategic Preparedness and Response Plan, 12 de febrero de 2020.

- Pilar 2: comunicación de riesgos y participación de la comunidad:

Es fundamental comunicar al público lo que se sabe sobre COVID-19, lo que se desconoce, lo que se está haciendo y se deben tomar medidas de manera regular. Las actividades de preparación y respuesta deben realizarse de manera participativa, basada en la comunidad, informada y continuamente optimizada de acuerdo con a los comentarios de la comunidad para detectar y responder a inquietudes, rumores y desinformación. Cambios en las intervenciones de preparación y respuesta deben anunciarse y explicarse con anticipación, y ser desarrollado en base a las perspectivas de la comunidad. Mensajes receptivos, empáticos, transparentes y consistentes. en idiomas locales a través de canales confiables de comunicación, utilizando redes y claves comunitarias. Las personas influyentes y el desarrollo de la capacidad de las entidades locales son esenciales para establecer la autoridad y la confianza. COVID-19 Strategic Preparedness and Response Plan, 12 de febrero de 2020.

- Pilar 3: Vigilancia, equipos de respuesta rápida e investigación de casos:

En países con alto riesgo de casos importados o transmisión local, los objetivos de vigilancia se centrarán en detección de casos importados, rastreo de contactos completo y rápido e identificación de casos. En un escenario en el que se ha detectado una transmisión comunitaria sostenida, los objetivos se ampliarán para incluir el monitoreo la diseminación geográfica del virus, la intensidad de transmisión, las tendencias de la enfermedad, la caracterización de virología características y la evaluación de los impactos en los servicios de salud. En algunos países, las prioridades de vigilancia diferirá en los niveles subnacionales. Los datos de vigilancia sólidos de COVID-19 son esenciales para calibrar adecuadamente y medidas proporcionadas de salud pública. COVID-19 Strategic Preparedness and Response Plan, 12 de febrero de 2020.

- Pilar 4: Puntos de entrada:

Los esfuerzos y recursos en los puntos de entrada (POE) deben centrarse en apoyar la vigilancia y el riesgo
actividades de comunicación. COVID-19 Strategic Preparedness and Response Plan, 12 de febrero de 2020.

- Pilar 5: laboratorios nacionales:

Los países deben preparar la capacidad de laboratorio para gestionar las pruebas a gran escala para COVID-19, ya sea a nivel nacional, o mediante acuerdos con laboratorios de referencia internacionales. Si la prueba COVID-19 no existe capacidad a nivel nacional, las muestras deben enviarse a una referencia regional o internacional laboratorio con capacidad adecuada. En caso de transmisión comunitaria generalizada, planes de aumento debe activarse para gestionar el mayor volumen de muestras de casos sospechosos. Quién puede brindar soporte para acceder a laboratorios de referencia, protocolos, reactivos y suministros relevantes. COVID-19 Strategic Preparedness and Response Plan, 12 de febrero de 2020.

- Pilar 6: Prevención y control de infecciones:

Deben revisarse las prácticas de prevención y control de infecciones (IPC) en comunidades e instalaciones de salud y mejorado para prepararse para el tratamiento de pacientes con COVID-19 y prevenir la transmisión al personal, todos los pacientes/visitantes y en la comunidad. COVID-19 Strategic Preparedness and Response Plan, 12 de febrero de 2020.

- Pilar 7: gestión de casos:

Los establecimientos de salud deben prepararse para grandes aumentos en el número de casos sospechosos de COVID-19. Personal debe estar familiarizado con la sospecha de definición de caso COVID-19 y ser capaz de brindar la vía de atención adecuada. Los pacientes con enfermedades graves o en riesgo de sufrir enfermedades graves deben tener prioridad sobre los casos leves. Un alto volumen de casos pondrá personal, instalaciones y suministros bajo presión. Se debe proporcionar orientación sobre cómo manejar los casos leves en autoaislamiento, cuando sea apropiado. Planes para proporcionar continuidad comercial y provisión de otros servicios de salud esenciales. Los servicios deben ser revisados. Deben implementarse consideraciones y programas especiales para personas vulnerables (ancianos, pacientes con enfermedades crónicas, mujeres embarazadas y lactantes y niños). COVID-19 Strategic Preparedness and Response Plan, 12 de febrero de 2020.

- Pilar 8: Apoyo operativo y logística:

Deben revisarse los arreglos logísticos para apoyar la gestión y las operaciones de incidentes. Se pueden requerir procedimientos acelerados en áreas clave (por ejemplo, despliegues de personal de emergencia, adquisición de servicios esenciales suministros, pagos del personal. COVID-19 Strategic Preparedness and Response Plan, 12 de febrero de 2020.

## Por continente

### Asia

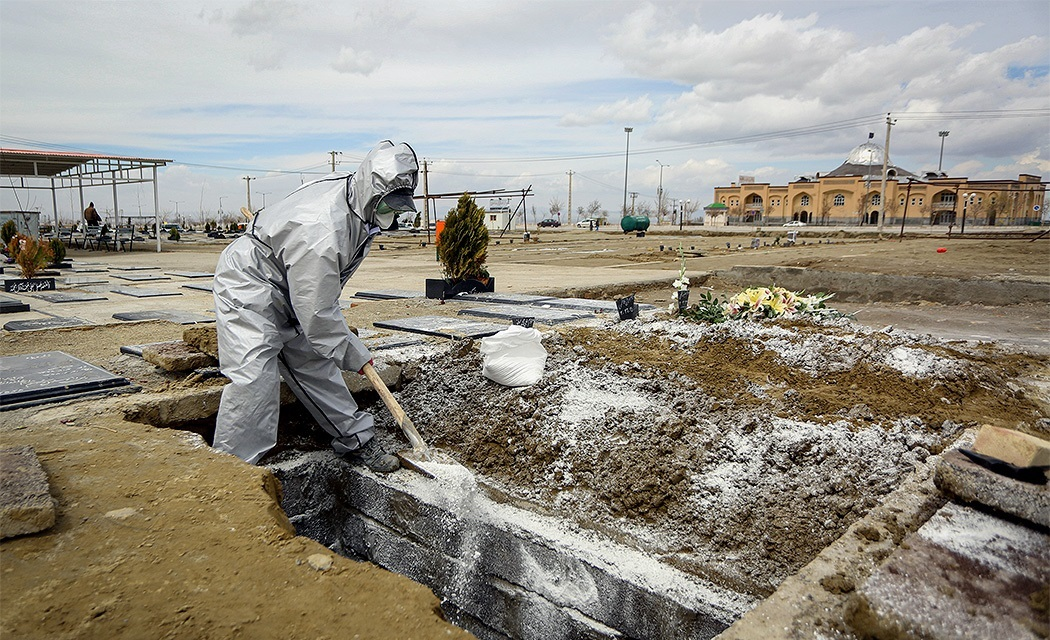
Fosas comunes en Irán para los fallecidos por COVID-19 como consecuencia del desborde de su sistema sanitario.

En el continente asiático, donde la pandemia inició en China, el gobierno regional de la provincia de Hubei admitió en enero que los hospitales ya no se daban abasto. En Japón, los centros médicos para el 18 de abril de 2020 ya no aceptan a posibles enfermos, según la BBC el país nipón vio sobrepasado su capacidad.
El gobierno de Pakistán puso límites a las celebraciones por el Ramadán ante el estado sensible de su sistema de salud. India registró una escasez de enfermeros y médicos, el 21 de marzo la India pasó a «fase 3» de contagio,  el estado indio de Bihar confirmó estar al borde del colapso sanitario, especialmente por la presencia de inmigrantes de otras partes, que son los principales afectados.
El gobierno de Irán acusó a las sanciones en su contra de ser las responsables de la crisis sanitaria que atraviesa su territorio, el principal afectado por la pandemia en Asia del sur. El 5 de abril los palestinos de Jerusalén Este, denunciaron que los centros hospitalarios se encuentran en estado crítico, especialmente por la política israelí en bloquear el ingreso a médicos árabes. En el mismo Israel el sistema sanitario se vio muy afectado por la pandemia de enfermedad por coronavirus, ya que dese hace tiempo se venía haciendo reducciones económicas a dicho sector. El 31 de marzo, médicos de Irak advirtieron que el sistema de salud en el país esta a punto de reventar.

### América

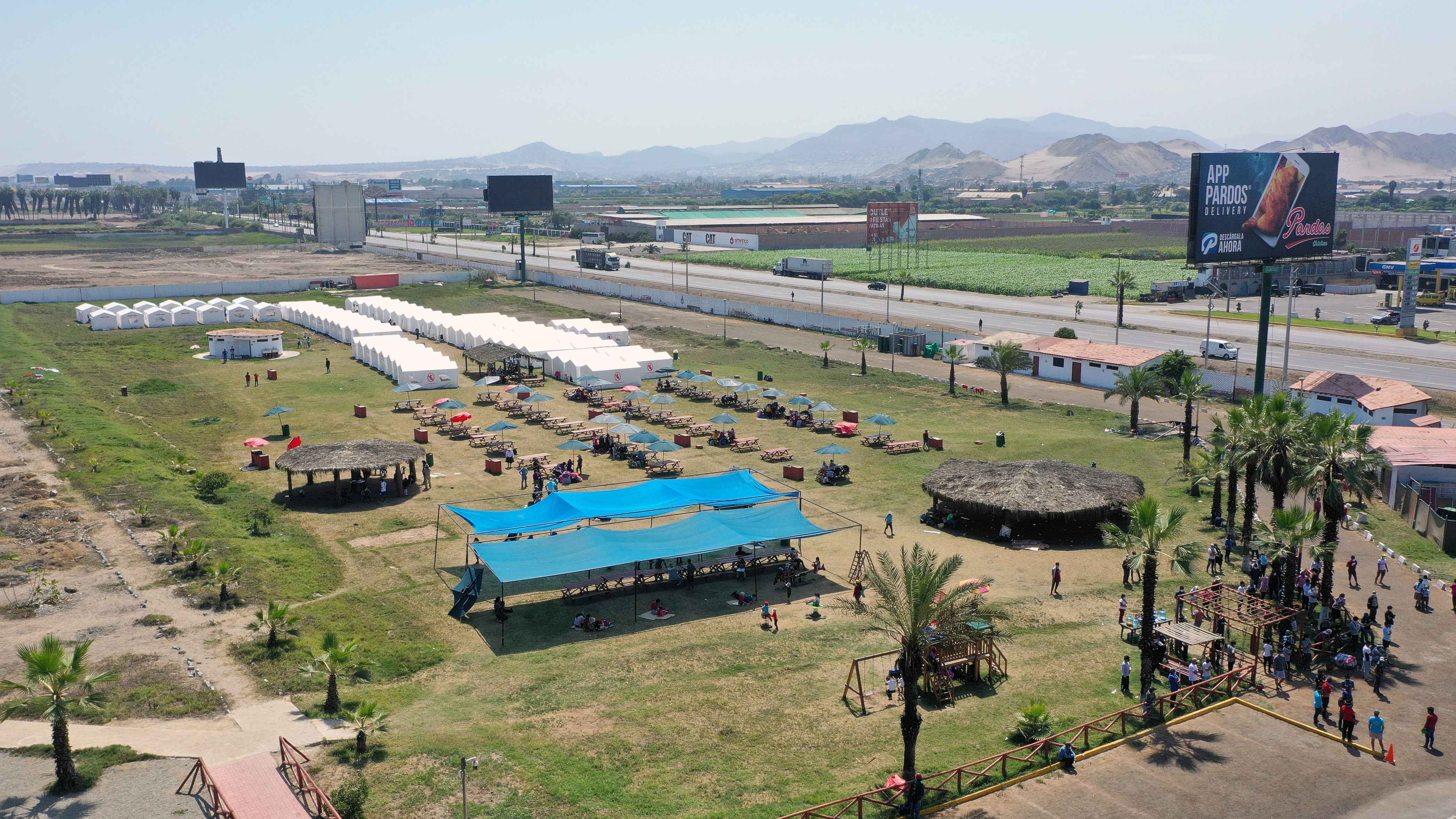
Campamento en Perú para hacer pruebas de posibles contagio COVID-19, ante el colapso de los centros hospitalarios.

Según el analista Igor Pshenichnikov, en el continente americano, la región de América Latina vio a la pandemia de coronavirus como algo lejano y poco probable que les pueda afectar seriamente, desde finales de marzo la pandemia a afectado principalmente a Brasil, Chile, Ecuador, México, Perú, Bolivia, Colombia, Paraguay y Argentina y a nivel regional a colapsado los sistemas de salud. El subsecretario de Salud de México Hugo López-Gatell Ramírez informó que el país esta «al borde de la saturación». El 3 de abril el presidente de Ecuador Lenín Moreno dijo que «tanto en número de contagios, como de fallecimientos, los registros oficiales se quedan cortos» Ya que durante los meses de marzo y abril en la ciudad de Guayaquil colapsó el sistema sanitario y funerario de tal manera que empezaron a aparecer muertos en las calles del Puerto Principal, así mismo las autoridades sanitarias recogieron 300 cadáveres en domicilios solamente en Guayaquil ante la caída del sistema de salud, Según varios reportes científicos ecuatorianos los números son hasta 15 veces mayores de los mostrado oficialmente. Los estragos del Covid-19 llegaron a Quito de una manera tan inesperada que el sistema sanitario de la capital esta totalmente colapsado en el ámbito público y privado con centenas de pacientes en espera por una cama de UCI mientras el sistema funerario está al borde del colapso por el incremento de muertos en casas, hospitales y calles. En Las provincias de Tungurahua, Manabí, Esmeraldas, Santo Domingo de los Tsachilas, Napo, Morona Santiago, Orellana, Pastaza, Azuay, Loja, El Oro, Chimborazo, Los Rios y Santa Elena los números de Covid-19 están creciendo rápidamente por lo que se teme que ocurra un escenario parecido al de Quito y Guayaquil 
En Brasil, los servicios funerarios se vieron sobrepasados por lo que en Sao Paulo abrieron 13 mil tumbas, también se suspendieron los velorios, en Manaus se cavaron fosas comunes. Las regiones en Perú informaron que sus sistemas de salud locales se colapsaron, su propio ministerio de Salud expresó que «un grupo va a morir en el hospital, otro en la calle o en sus casas». En Nueva York, los cadáveres comenzaron a ser enterrados en la isla Hart al no darse abastecimiento.

### Europa
En el continente europeo, los principales sistemas de salud afectados para marzo fueron los de España e Italia. Hasta el 30 de octubre se habrían producido 35.878 muertes en toda España según los datos publicados por el Ministerio de Sanidad En Italia 4.800 sanitarios dieron positivo por COVID-19.

### Oceanía
El gobierno de Australia vio con preocupación la crisis económica que atraviesan las pequeñas clínicas y centros médicos privados afectados por la escasa clientela, ya que si cierran será un golpe directo al ya sobrecargado sistema de salud público.